# Хьерстад, Ян
 Ян Хьярстад  (норв. Jan Kjærstad; род. 6 марта 1953, Осло) — норвежский писатель, эссеист, редактор.

## Биография
Получив теологическое образование в университете Осло, работал редактором журнала «Vinduet» ("Окно"). С 1989 года — свободный писатель, автор многочисленных романов и сборников эссе. Отмечен многими литературными премиями.
Произведения Хьярстада переведены на английский, немецкий, французский, датский, шведский, венгерский языки.
Письмо Хьярстада довольно сложное, разноплановое, полифоническое, не лишено особого юмора и острой эротики.

## Произведения
- Kloden dreier stille rundt (1980, сборник рассказов)
- Speil (1982, роман)
- Homo falsus eller det perfekte mord (1984, роман)
- Det store eventyret (1987, роман)
- Menneskets matrise (1989, сборник эссе)
- Jakten på de skjulte vaffelhjertene (1989)
- Rand (1990, роман)
- Forføreren (1993, роман) — первая часть трилогии о Юнасе Вергеланде
- Hos Sheherasad, fantasiens dronning (1995)
- Erobreren (1996, роман) — вторая часть трилогии о Юнасе Вергеланде
- Menneskets felt (1997, сборник эссе)
- Oppdageren (1999, роман) — третья часть трилогии о Юнасе Вергеланде
- Знаки любви, норв. Tegn til Kjærlighet (2002, роман)
- Kongen av Europa (2005, роман)
- Jeg er brødrene Walker (2008, роман)
- Normans område (2011, роман)
- Slekters gang (2015, роман)
- Berge (2017, роман)
- Mr. Woolf (2019, роман)
- En tid for å leve (2021, роман)

## Премии
- 1984: Премия Мадса Вила Нюгарда (Mads Wiel Nygaards legat)
- 1984: Премия Ассоциации норвежских критиков, за роман Homo Falsus (Хомо Фалсус, или идеальное убийство)
- 1993: Премия издательства «Аскехоуг»
- 1998: Премия Гамбургского университета имени Генриха Штеффенса
- 2000: Премия Доблоуга (Doblougprisen)
- 2001: Nordisk Råds Litteraturpris, за роман Oppdageren (Первоткрыватель)
- 2013: премия Норвежской академии памяти Торлейфа Даля (Det Norske Akademis pris)
- 2016: Премия имени адмирала Карла Хаммериха (Admiral Carl Hammerichs minnelegat)

## Издания на русском языке
Ян Хьярстад. Знаки любви / ред. Е. Дорофеева, пер. с норвежского А. Дарской. — Москва: Городец, 2022. — 416 с. — 2 000 экз. — ISBN 978-5-907641-06-8.